# Monte Adamello
Le Monte Adamello ou plus simplement l'Adamello est un sommet des Alpes qui s'élève à 3 554 m, dans le massif d'Adamello-Presanella, en Italie (Lombardie).
L'Adamello Ski Raid, une compétition internationale de ski-alpinisme faisant partie de la Grande Course, s'y déroule tous les deux ans.

## Sommet

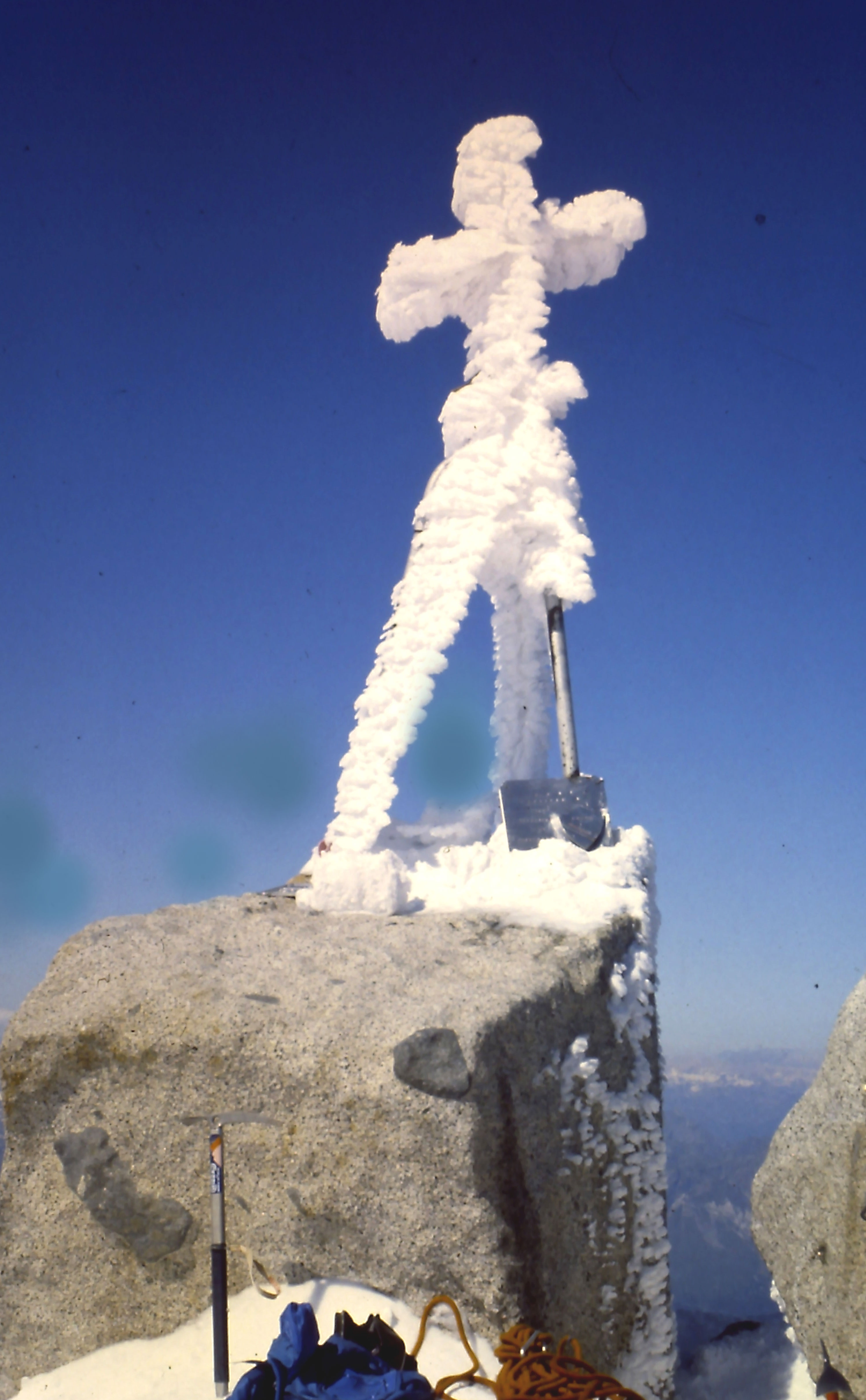
Croix sommitale.

Le sommet de l'Adamello est situé sur le territoire municipal de Saviore dell'Adamello, bien que la frontière avec Edolo soit à quelques mètres. Une petite croix sommitale montée sur un chevalet avec la photographie de Giacomo Comincioli, un héros camunien, est installée. Il y a également une cloche sous la croix, ainsi qu'une petite plaque portant une prière alpine.
Il est inclus dans le territoire du parc naturel Adamello Brenta.

## Première ascension
L'Adamello a été gravi pour la première fois par un jeune alpiniste de Bohême, Julius von Payer, avec le guide de montagne Giovanni Catturani, le 15 septembre 1864, trois semaines après la conquête de la Cima Presanella voisine par une autre expédition d'alpinisme.
À partir du 8 septembre, l'expédition commet deux erreurs d'orientation, en confondant deux sommets secondaires (le Dosson di Genova et le Corno Bianco) pour le sommet principal avant de s'attaquer à celui-ci. L'itinéraire d'ascension choisi par Payer et Caturani est encore considéré aujourd'hui comme l'un des plus faciles (bien que la forme des glaciers aient changé depuis), partant du Val Genova, du côté du Trentin, et traversant le Pian di Neve jusqu'au sommet.
La seconde ascension a été complétée suivant un parcours similaire, par une équipe en grande partie de nationalité britannique, composée du Londonien Douglas William Freshfield, de Francis Fox Tuckett, des alpinistes Fox et Backhouse, des guides suisses Devouassoud et Michel, et enfin par le porteur Gutmann.

## Itinéraires
Il n'existe pas d'itinéraire normal ou classique pour l'ascension du sommet principal de l'Adamello, mais un itinéraire différent selon la vallée choisie comme point de départ.
Les premiers grimpeurs ont choisi le val Genova, à travers les glaciers de la Mandrone et Pian di Neve. C'est toujours l'un des itinéraires les plus populaires pour atteindre le sommet du côté du Trentin. Bien que long et fatigant, il est techniquement peu difficile.
Un autre itinéraire assez fréquenté est celui qui, du refuge Giuseppe Garibaldi, monte au col de Brizio, puis, en longeant le glacier, monte au sommet du Monte Falcone qui précède le pic principal.

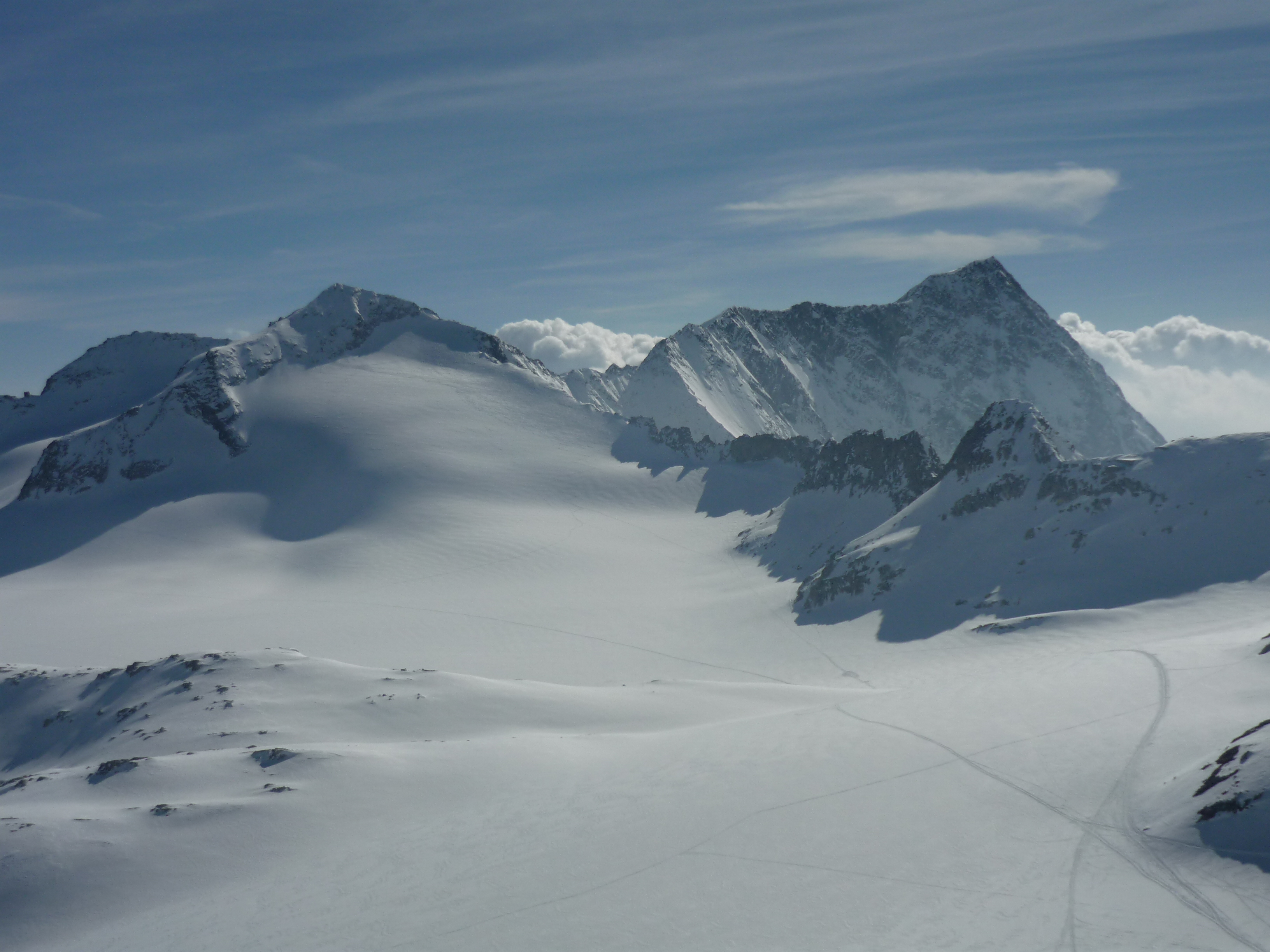
Adamello (à droite) et Corno Bianco (à gauche).
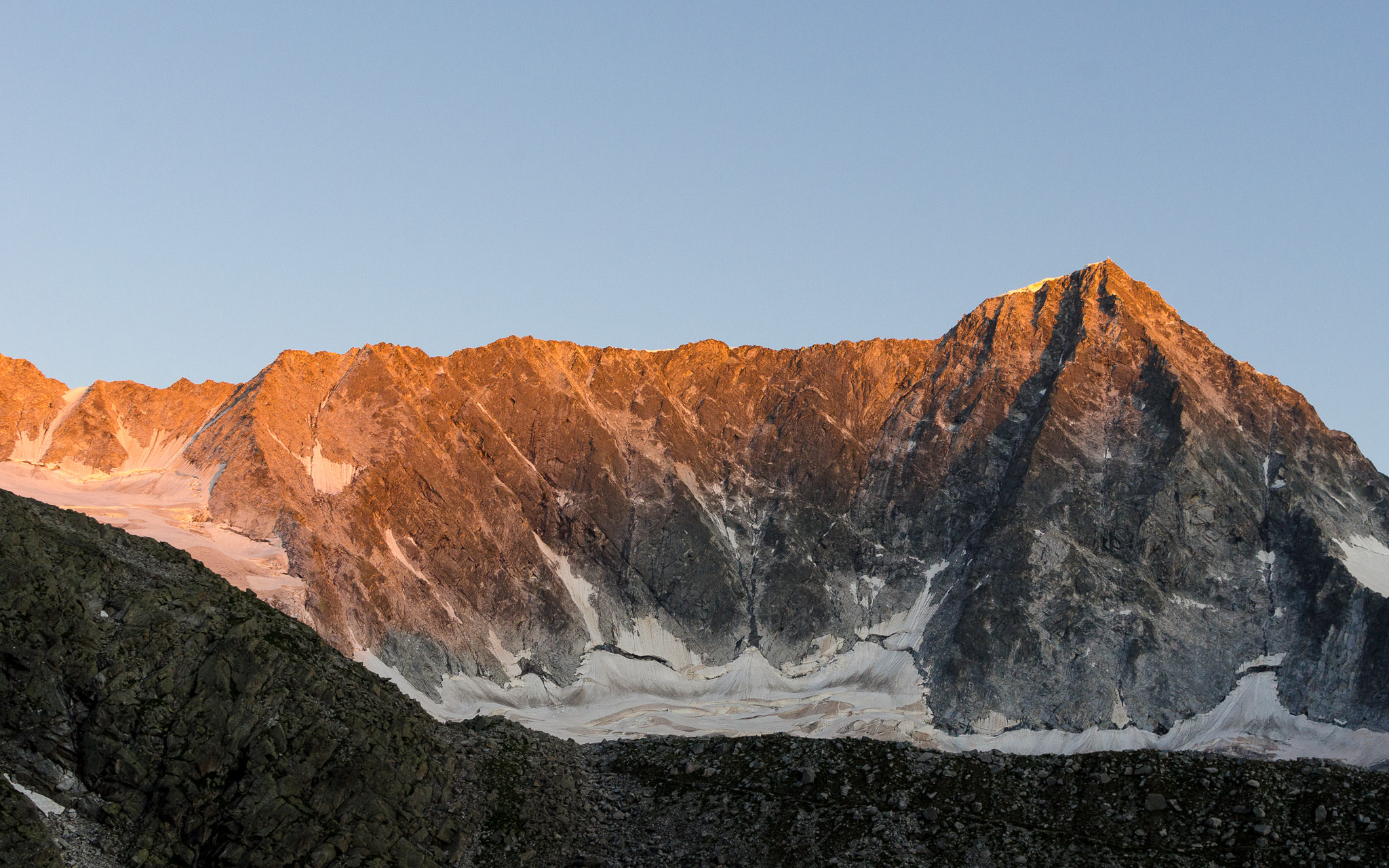
Face nord de l'Adamello.
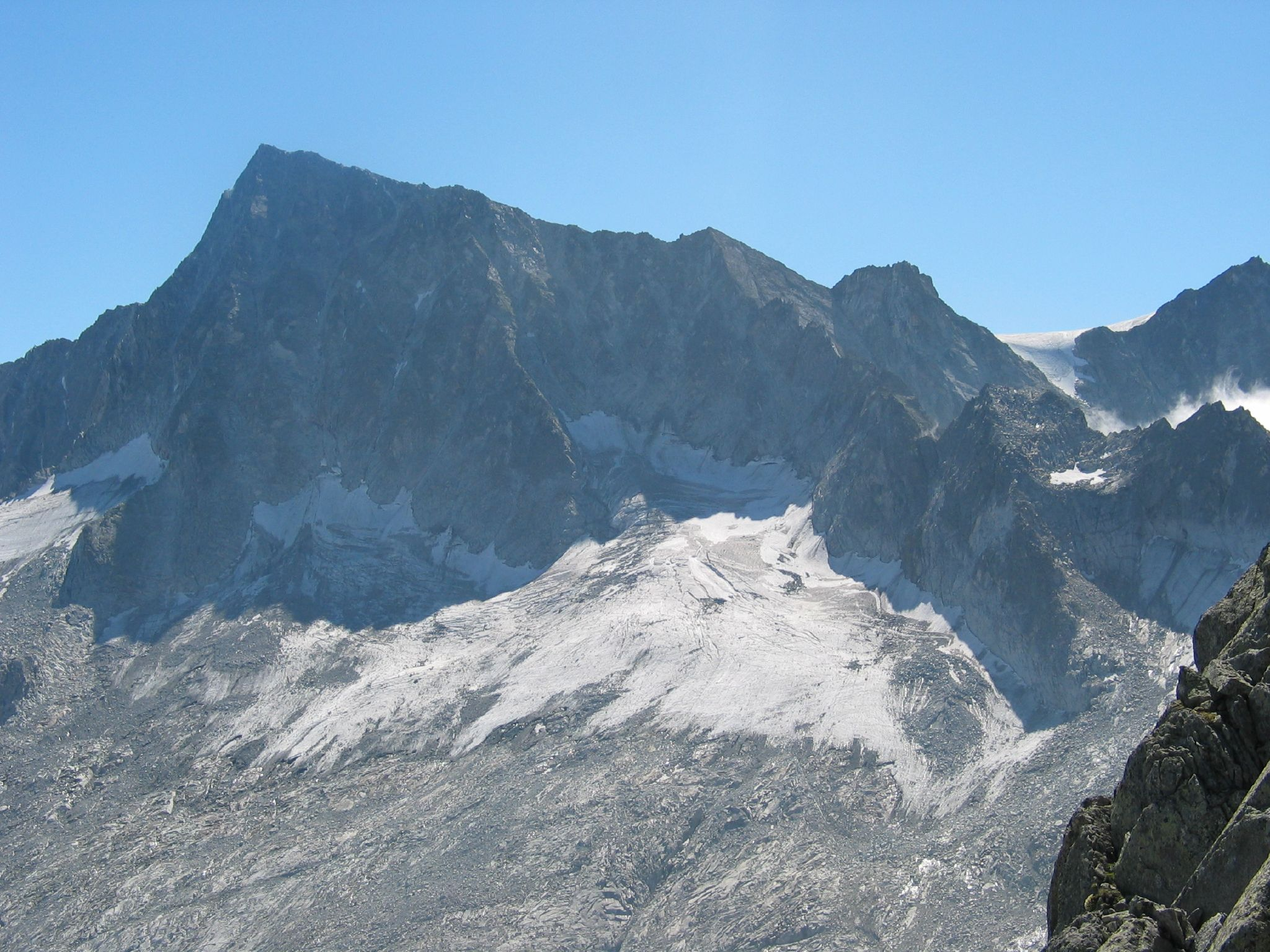
Le sommet de l'Adamello vu de l'ouest.